# William Friedkin
William Friedkin (Chicago, 29 d'agost de 1935 - Los Angeles, 7 d'agost de 2023) fou un realitzador, guionista i productor de cinema estatunidenc.

## Biografia
Pur producte de "l'escola de Chicago", William Friedkin fa les seves armes com a realitzador de directes, i després de documentals per a la televisió. Després d'algunes pel·lícules sense gran relleu, té un triomf mundial premiat amb un Oscar a la millor pel·lícula per a French Connection el 1971 amb Gene Hackman i Roy Scheider, seguit 2 anys més tard pel que queda com el seu èxit més gran fins avui, L'exorcista.
La continuació de la seva filmografia no aportarà gaires èxits artístics, així trobem  Sorcerer, el seu més gran fracàs a Hollywood, remake sorprenent de Le Salaire de la peur de Henri-Georges Clouzot,  Cruising  amb Al Pacino que va suposar un escàndol per a la seva descripció molt crua dels medis homosexuals S.M., Policia federal de Los Angeles, film al·lucinat al voltant d'un personatge de policia antipàtic i suïcida, o el més recent Bug, immersió de malson al cor de l'esquizofrènia.
Friedkin és un cineasta dels excessos, del malestar i de la violència. Sovint estigmatitzat per al seu caràcter difícil i les seves manies sobre certs rodatges agitats, aquest nen prodigi del Nou Hollywood és una referència en el cinema d'acció contemporani.
A mitjans dels anys 90, Friedkin afegeix una altra corda al seu arc fent-se escenògraf d'òperes. El 1998, a instàncies de Zubin Mehta, munta l'òpera Wozzeck d'Alban Berg en el marc d'un festival d'art líric a Florència. Llavors, dirigeix Ariadne auf Naxos de Richard Strauss a Los Angeles, Samson et Dalila de Camille Saint-Saëns a Israel i Aida de Verdi a Itàlia.

## Filmografia

### Director
Cinema
- 1967: Good Times
- 1968: The Birthday Party
- 1968: La nit de la invenció de l'striptease (The Night They Raided Minsky's)
- 1970: The Boys in the Band
- 1971: French Connection (The French Connection)
- 1973: L'exorcista (The Exorcist)
- 1974: Fritz Lang Interviewed by William Friedkin
- 1977: Sorcerer
- 1978: El robatori més gran del segle (The Brink's Job)
- 1980: A la cacera (Cruising)
- 1983: Deal of the Century
- 1985: Viure i morir a Los Angeles (To Live and Die in L.A.)
- 1988: Desbocat (Rampage)
- 1990: The Guardian
- 1994: Blue Chips
- 1995: Jade
- 2000: L'exorcista: el muntatge del director (The exorcist: Director's cut)
- 2000: Normes d'intervenció (Rules of Engagement)[4]
- 2003: The Hunted (La presa) (The Hunted)
- 2006: Bug
- 2018: The Devil and Father Amorth

Televisió
- 1962: The People vs. Paul Crump
- 1965: Time-Life Specials: The March of Time (sèrie)
- 1986: C.A.T. Squad
- 1988: Escamot tàctic d'assalt: Operació Pitó Llop (C.A.T. Squad: Python Wolf)
- 1994: Jailbreakers
- 1997: 12 Angry Men
- 2007: Cockroaches (episodi 9 temporada 8)

### Guionista
- 1980: A la cacera (Cruising)
- 1985: Viure i morir a Los Angeles (To Live and Die in L.A.)
- 1988: Desbocat (Rampage)
- 1990: The Guardian
- 2018: The Devil and Father Amorth

### Productor
- 1977: The 49th Annual Academy Awards, de Marty Pasetta (TV)
- 1977: Sorcerer
- 1986: C.A.T. Squad (TV)
- 1988: Escamot tàctic d'assalt: Operació Pitó Llop (C.A.T. Squad: Python Wolf)
- 1988: Desbocat (Rampage)